# 穂高明
穂高 明（ほだか あきら、1975年 - ）は、日本の小説家。
宮城県出身、東京都在住。お茶の水女子大学理学部卒業、早稲田大学大学院修士課程修了。2007年に『月のうた』で、第2回ポプラ社小説大賞優秀賞を受賞。

## 著書
- 月のうた
  - 2007年10月、ポプラ社、ISBN 978-4591099551
  - 2011年4月6日、ポプラ文庫、ISBN 978-4591124208

- かなりや
  - 2008年11月、ポプラ社、ISBN 978-4591106099

- これからの誕生日
  - 2011年6月21日、双葉社、ISBN 978-4575237290